# Augstenberg
L'Augstenberg és una muntanya de 3.230 metres situada la serralada de Silvretta als Alps, a la frontera entre Àustria i Suïssa.